# Парбхани
Парбхани (англ. Parbhani) — город в индийском штате Махараштра. Административный центр округа Парбхани. Средняя высота над уровнем моря — 406 метров. По данным всеиндийской переписи 2001 года, в городе проживало 259 170 человек, из которых мужчины составляли 52 %, женщины — соответственно 48 %. Уровень грамотности взрослого населения составлял 67 % (при общеиндийском показателе 59,5 %). 15 % населения было моложе 6 лет.